# STAT1
ترارساننده پیام و فعال‌کنندهٔ رونویسی شماره ۱ (انگلیسی: Signal transducer and activator of transcription 1) یک فاکتور رونویسی است که در انسان توسط ژن «STAT1» کُد می‌شود. این پروتئین یکی از اعضای خانوادهٔ پروتئین STAT است.
این پروتئین در اثر تماس با ملکول‌هایی چون اینترفرون آلفا، اینترفرون گاما، فاکتور رشد اپیدرمی، فاکتور رشد مشتق از پلاکت و اینترلوکین ۶ فعال می‌شود.
بین ژنی STAT1 را می‌توان با مادهٔ دی‌آلیل دی‌سولفید (از ترکیبات سیر) تحریک کرد.